# Associació d'Actors i Directors Professionals de Catalunya
L'Associació d'Actors i Directors Professionals de Catalunya (AADPC) és un organisme, de caràcter professional, sindical, autogestor i autònom, fundat el 1981, que aglutina actors, directors i ajudants de direcció que desenvolupen la seva activitat a Catalunya. En l'actualitat el seu president és l'Àlex Casanovas i la vicepresidenta, l'Ester Bartomeu.
El 2006 va obtenir la Creu de Sant Jordi.